# Suli An
Il Suli An (in macedone Сули ан?; in albanese Hani i Sulit) è un caravanserraglio nel Vecchio Bazar di Skopje, in Macedonia del Nord. Fu costruito a metà del XV secolo da Isa-Beg Isaković.

## Etimologia
Il nome deriva dal turco su che significa acqua, con la parola sulu che significa "con acqua". Questo nome è stato probabilmente scelto perché vicino al caravanserraglio scorreva un piccolo corso d'acqua.

## Caratteristiche
La superficie totale è di circa 2.100 m². Durante l'Impero ottomano, Suli An era un classico caravanserraglio cittadino per viaggiatori e commercianti con le loro carovane. Il Souli An perse la sua funzione di caravanserraglio alla fine del XIX secolo, quando fu adibito a magazzino.
Il Suli An è stato danneggiato dal terremoto di Skopje del 1963, ma è stato ricostruito nel 1972.
Oggi l'edificio ospita la Facoltà delle Arti di Skopje e il Museo del Vecchio Bazar di Skopje.